# Królewski Park Narodowy Hlane
Królewski Park Narodowy Hlane (ang. Hlane Royal National Park) – jedyny park narodowy w Eswatini, założony w 1967 roku za panowania Sobhuzy II. Ochronę nad parkiem dla narodu sprawuje w zaufaniu obecny monarcha, Mswati III. Nadzorcą organizacji parku w trakcie jego powstawania był Ted Reilly.

## Fauna

### Ssaki
W Parku obecne są cztery gatunki ssaków spośród Wielkiej piątki Afryki, wszystkie z wyjątkiem bawoła afrykańskiego.
Wizytówką parku są takie gatunki jak: lew, żyrafa, słonie, hipopotamy i nosorożce białe, ale często spotykane są też duże populacje zebry, gnu pręgowanego i guźców. Poza tym żyją tam także kudu wielkie, niale, koby śniade i rzadko spotykane na terenie parku grymy szare, Tragelaphus sylvaticus (gatunek niali) i hieny.

### Ptaki
Głównym gatunkiem ptaka występującego na terenie parku jest marabut afrykański, a sezonowo także wikłacz czerwonodzioby. Okazjonalnie na terenie parku zauważyć można także m.in.: sępa przylądkowego, wojownika zbrojnego czy bąkojada czerwonodziobego.

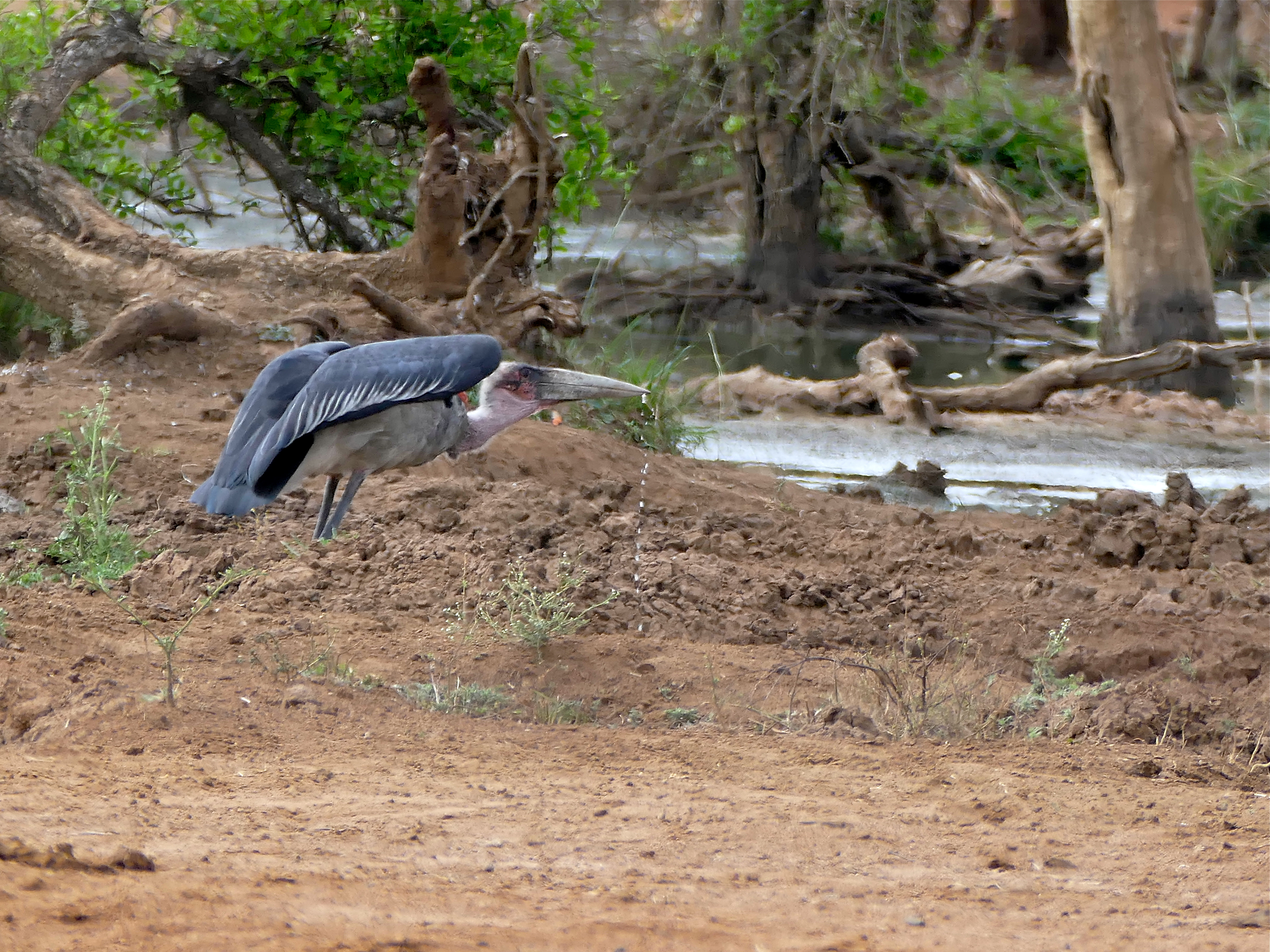
Marabut afrykański
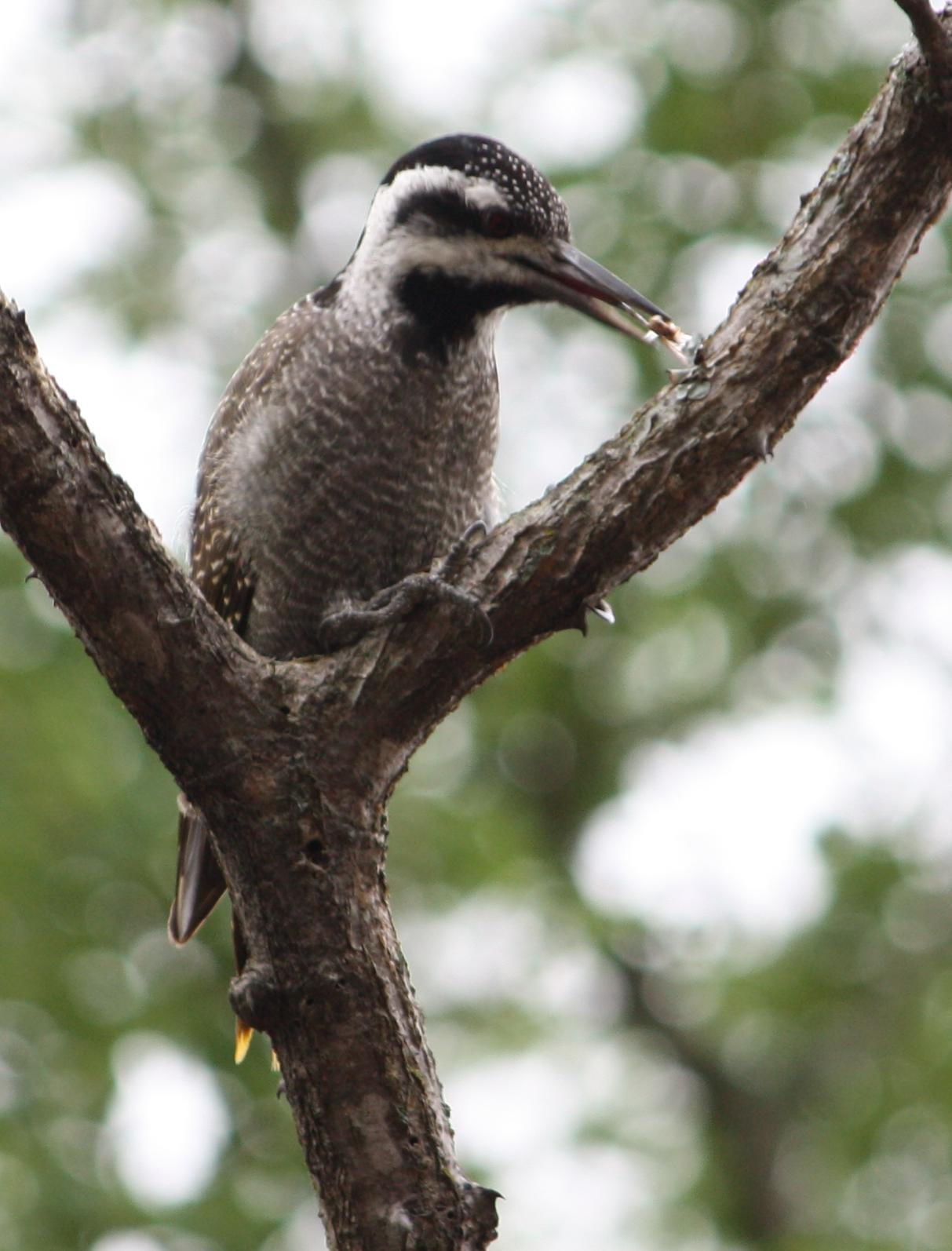
Dzięcioł sawannowy
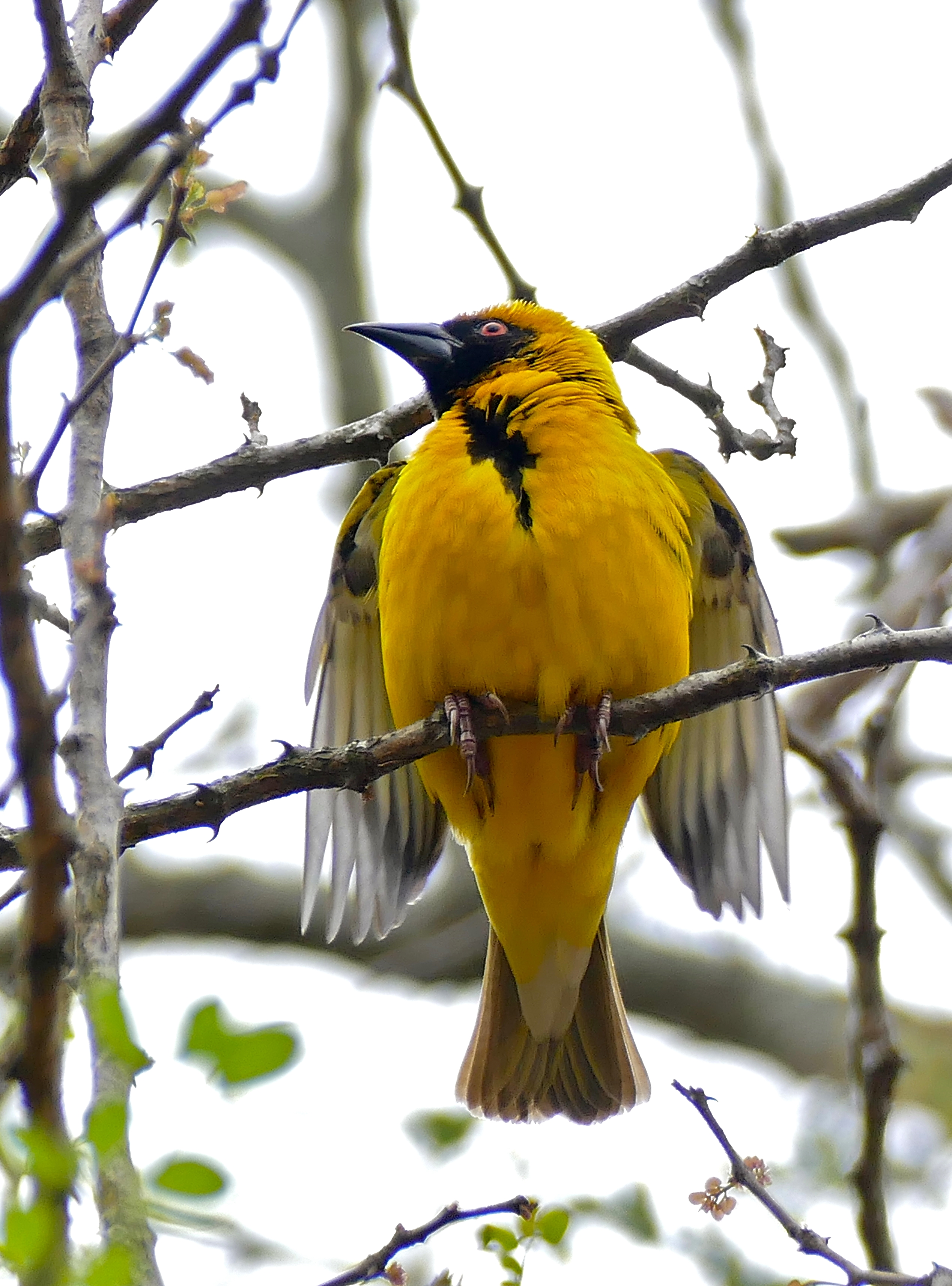
Wikłacz zmienny (samiec)
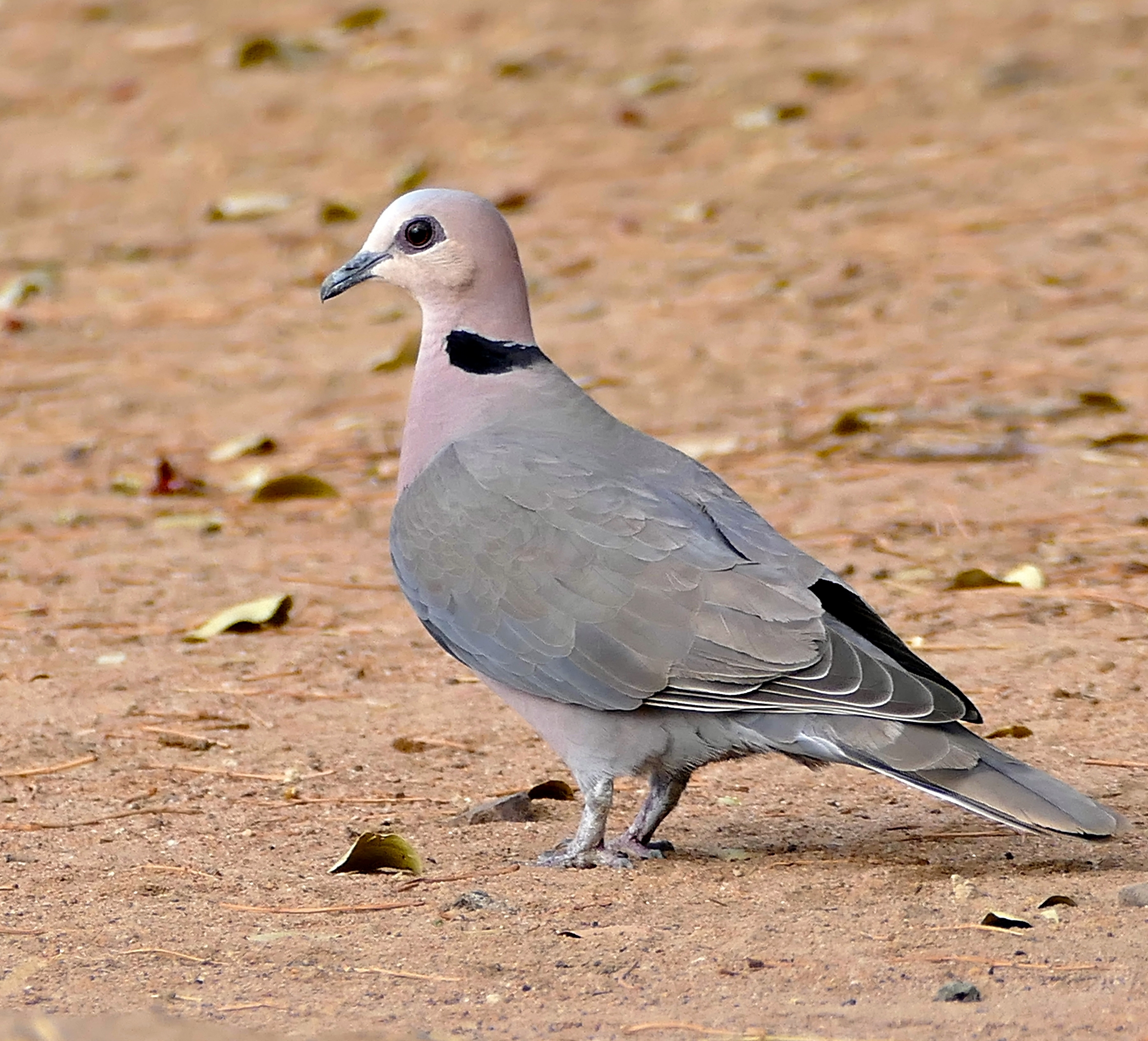
Synogarlica czerwoonoka, jeden z gatunków rodzaju Streptopelia
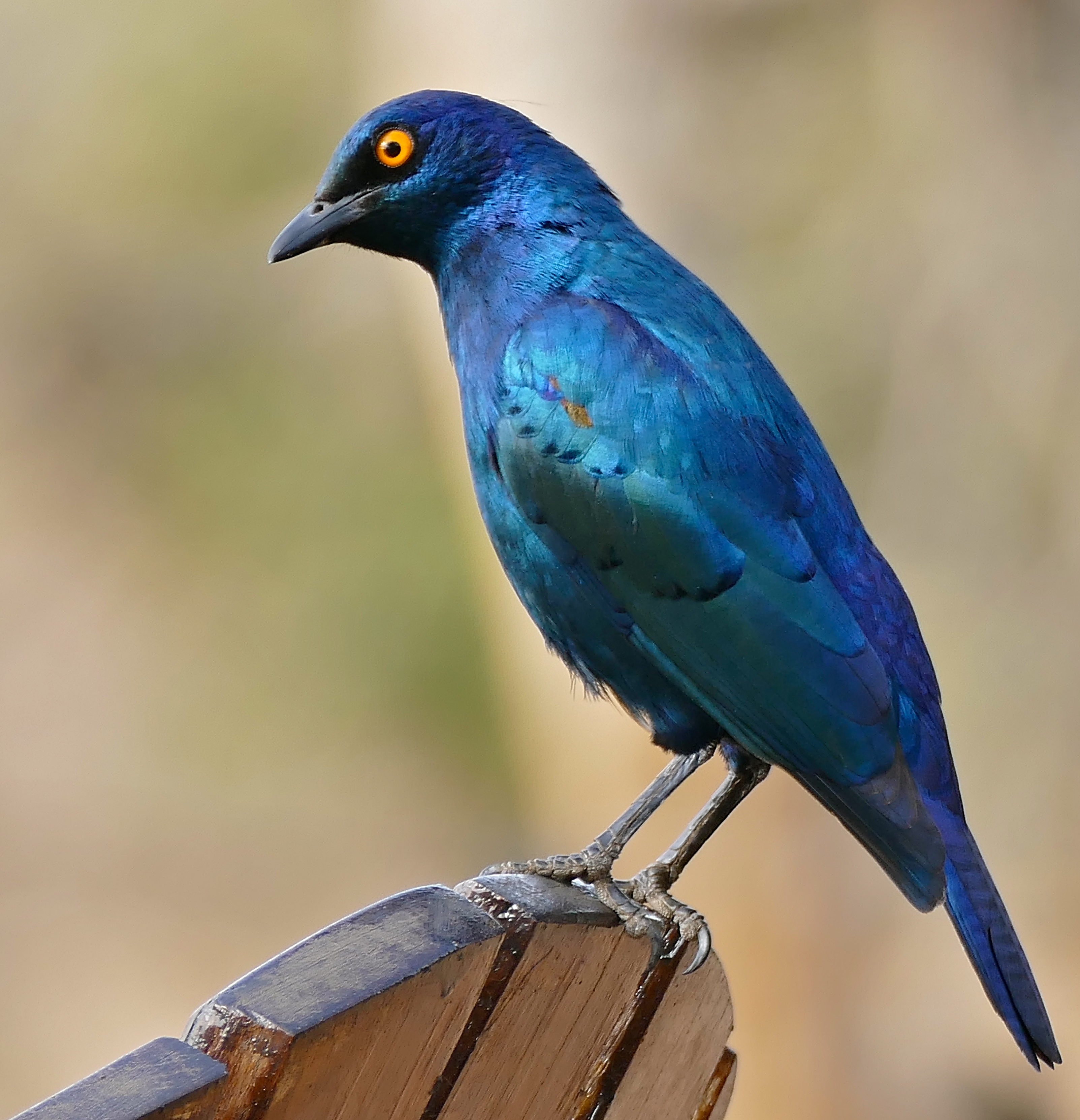
Błyszczak lśniący, jeden z gatunków Lamprotornis
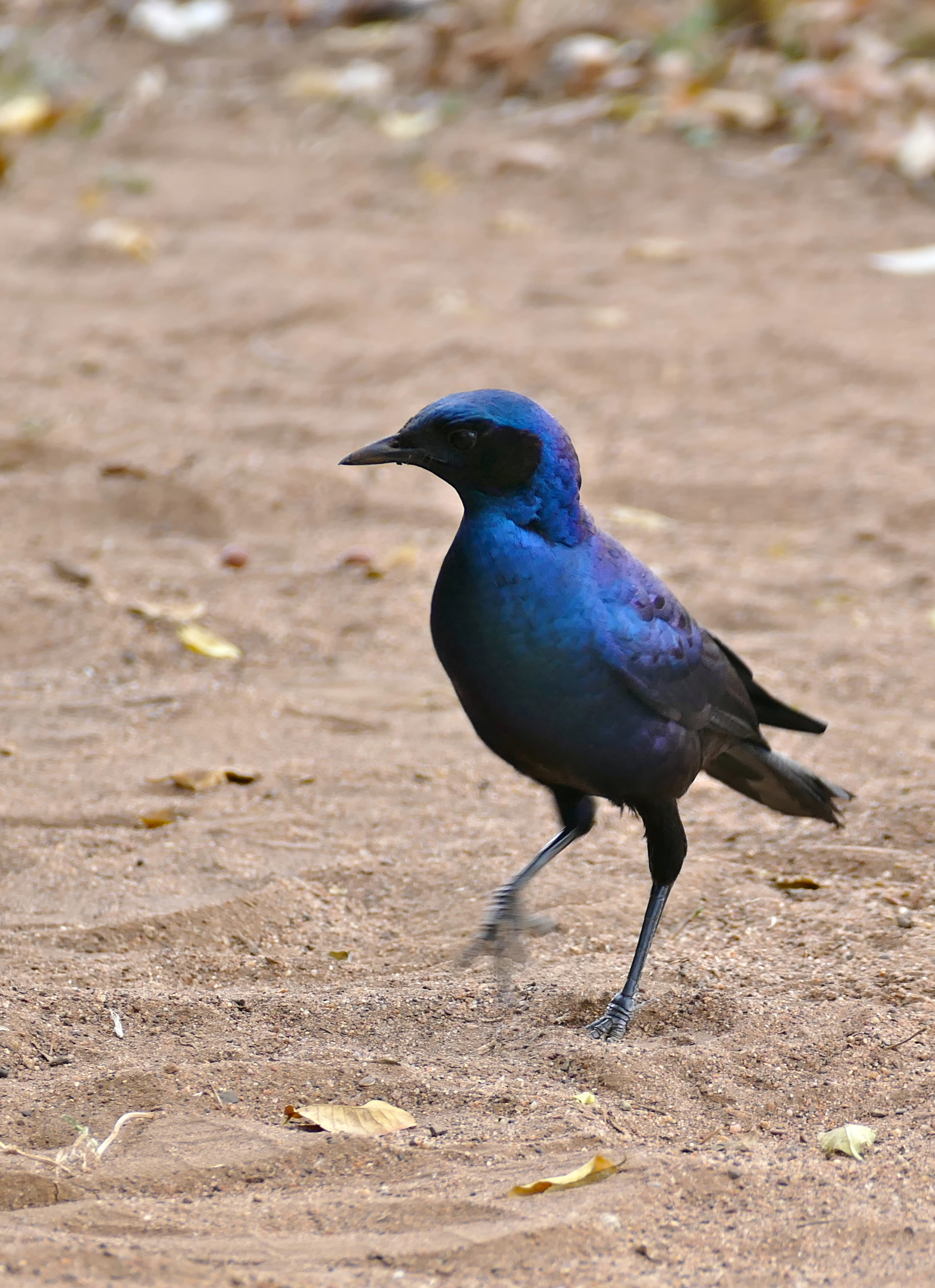
Błyszczak krępy, jeden z gatunków Lamprotornis
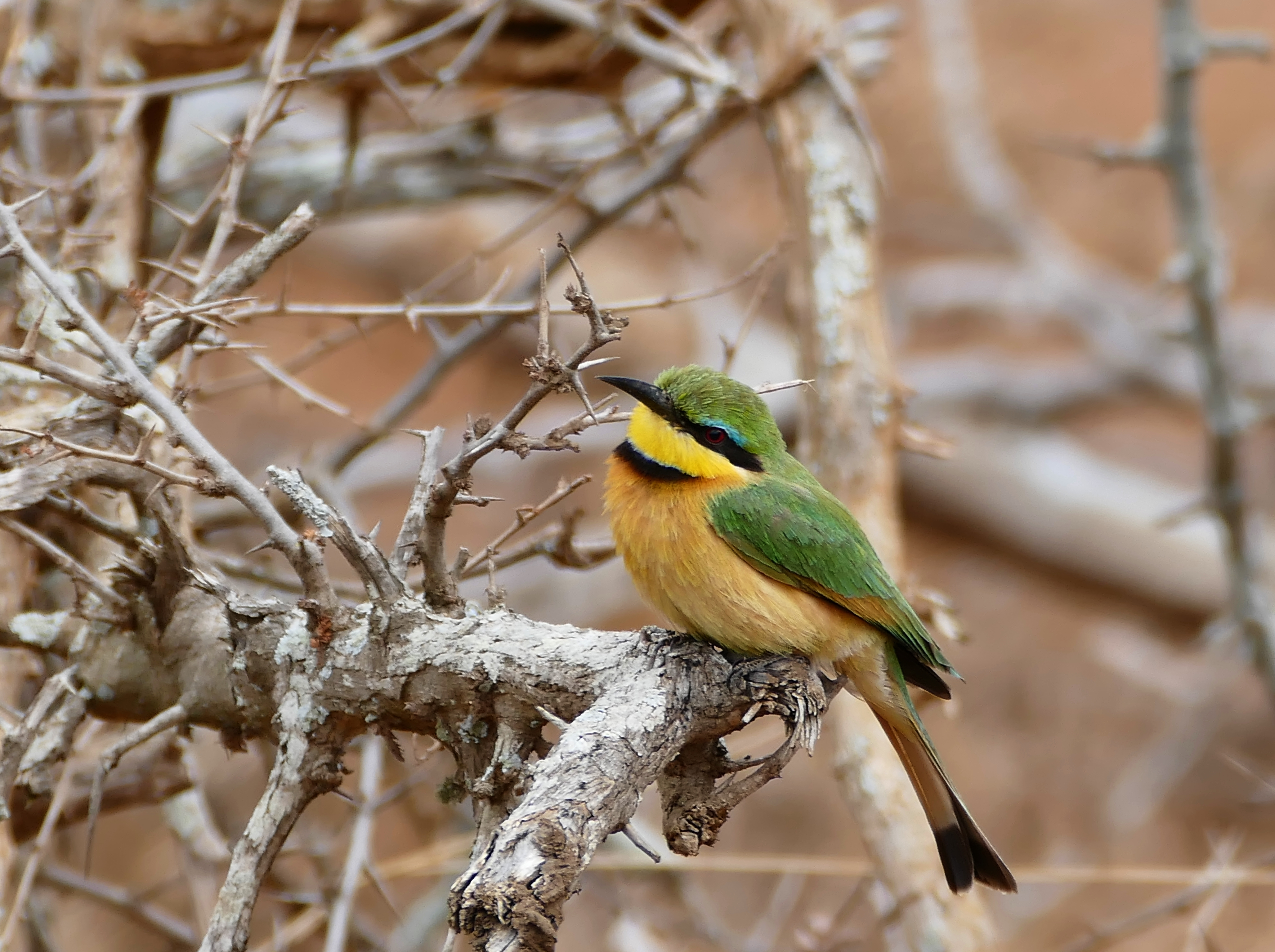
Żołna mała, podgatunek Merops pusillus meridionalis
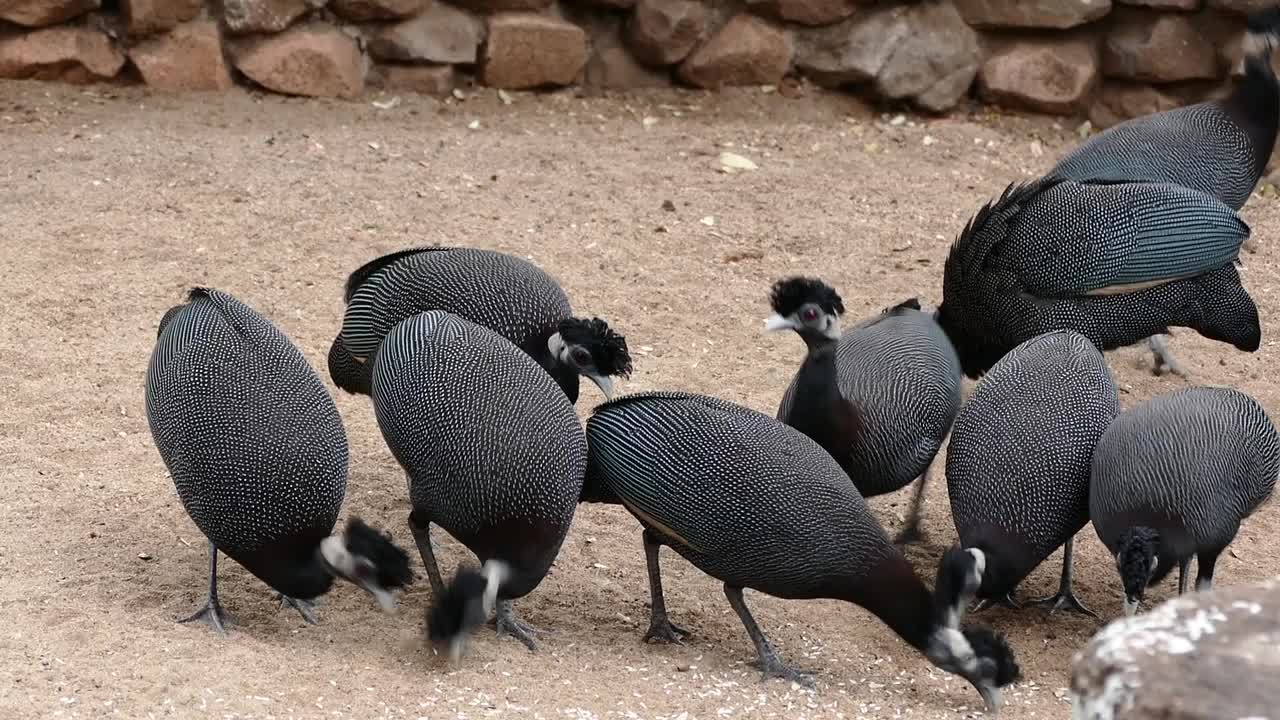
Perlica czarnolica, podgatunek perlicy czubatej

### Owady

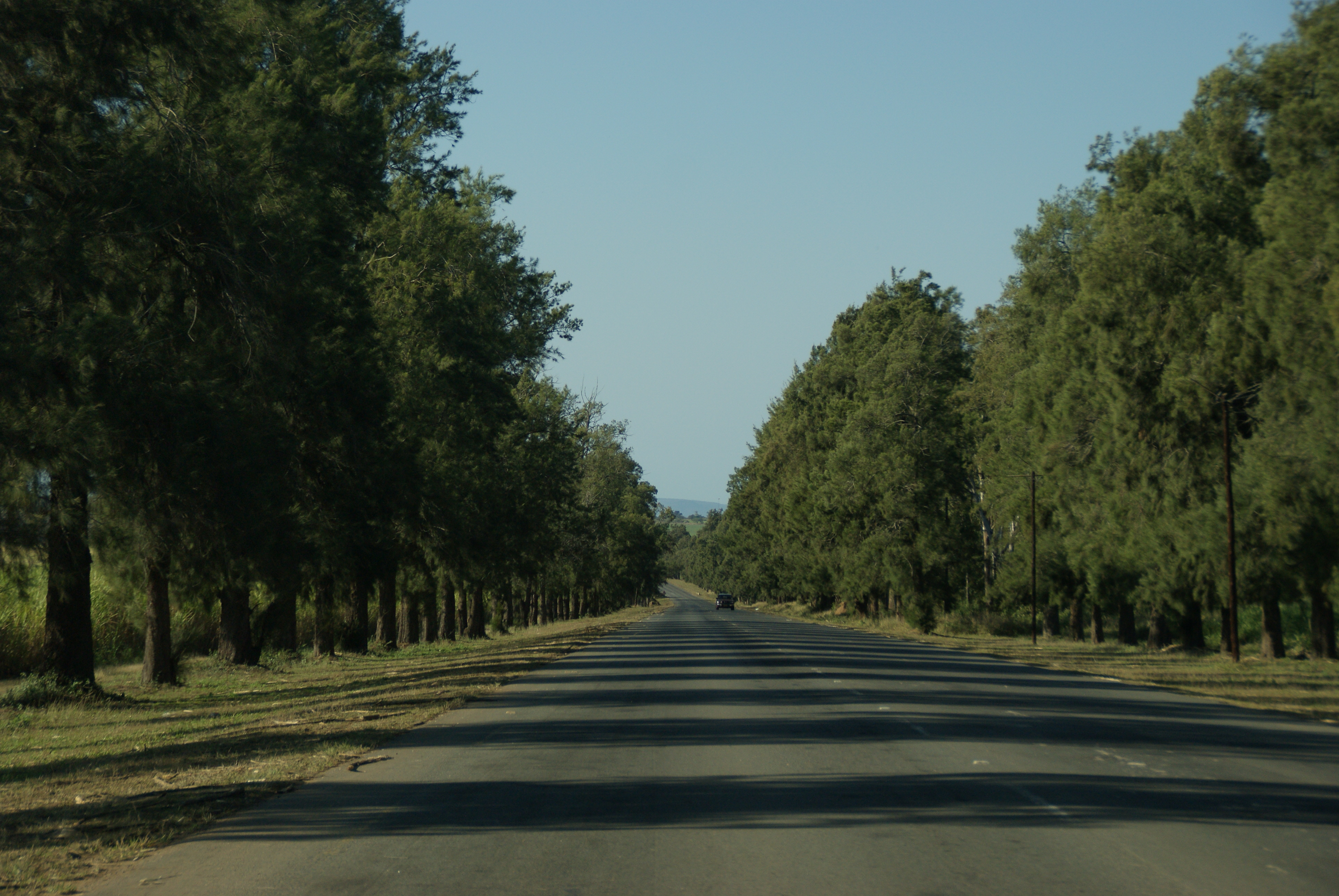
MR3 biegnąca przez teren parku

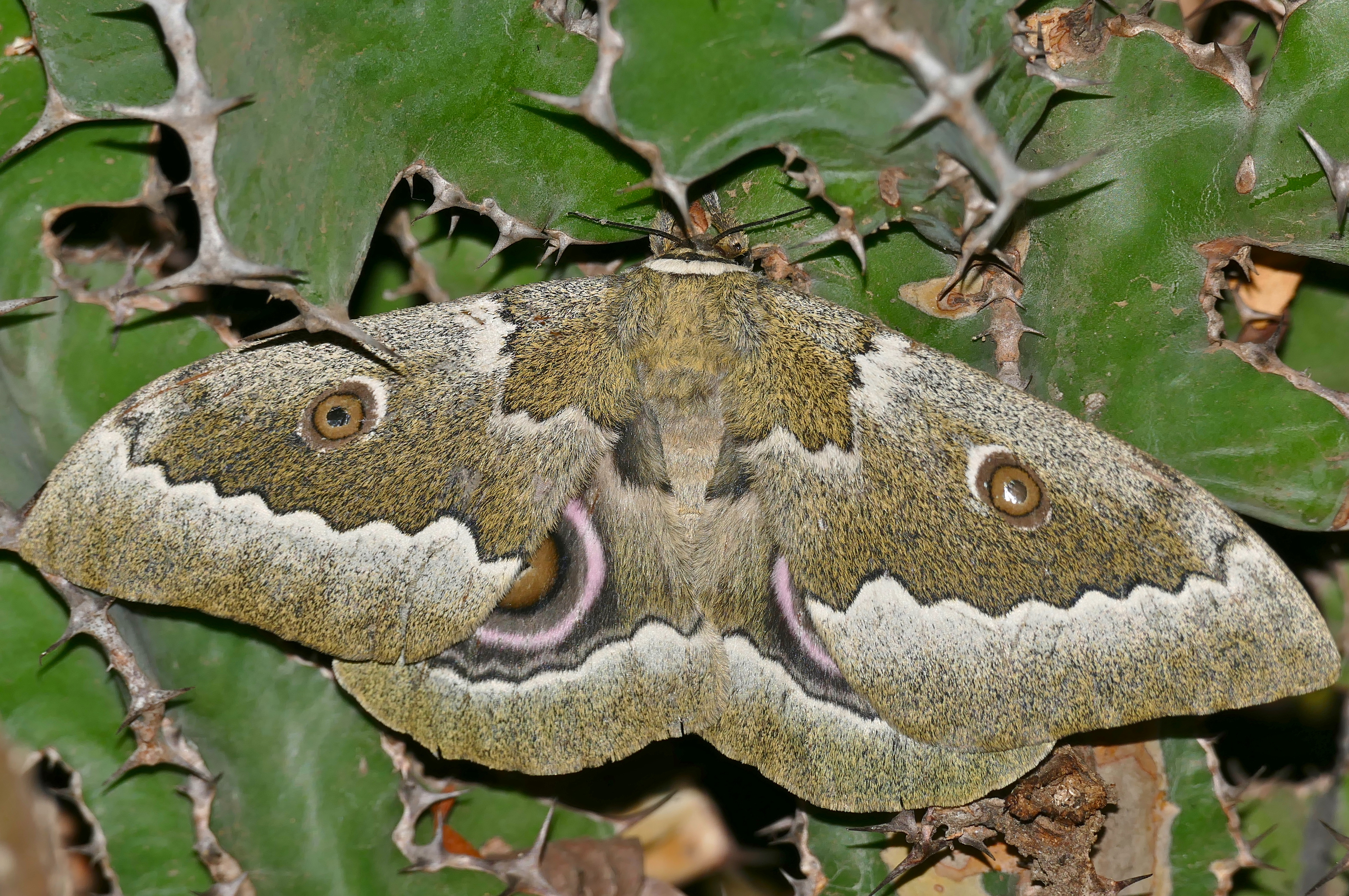
Imbrasia zambesina
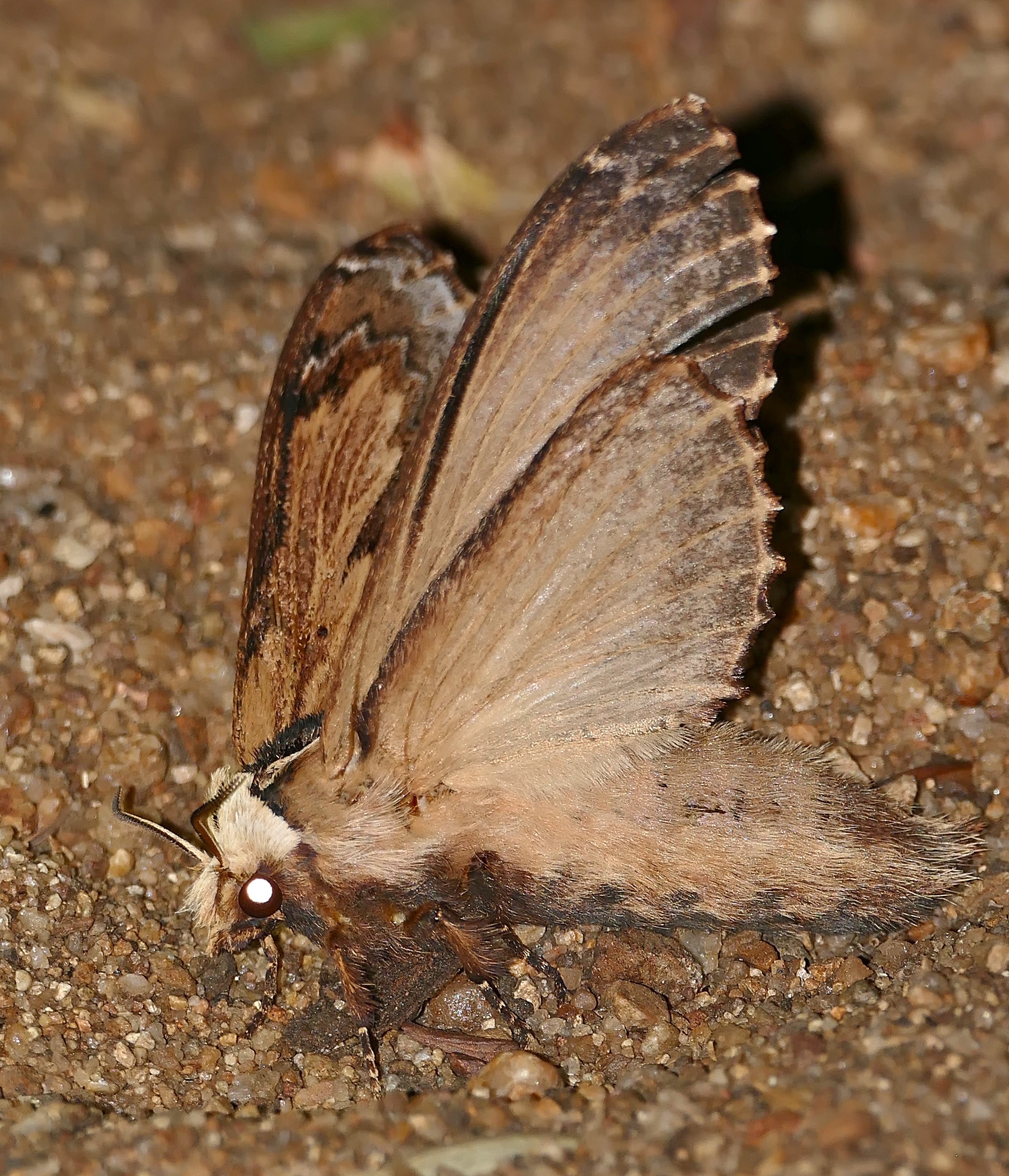
Eutricha truncata
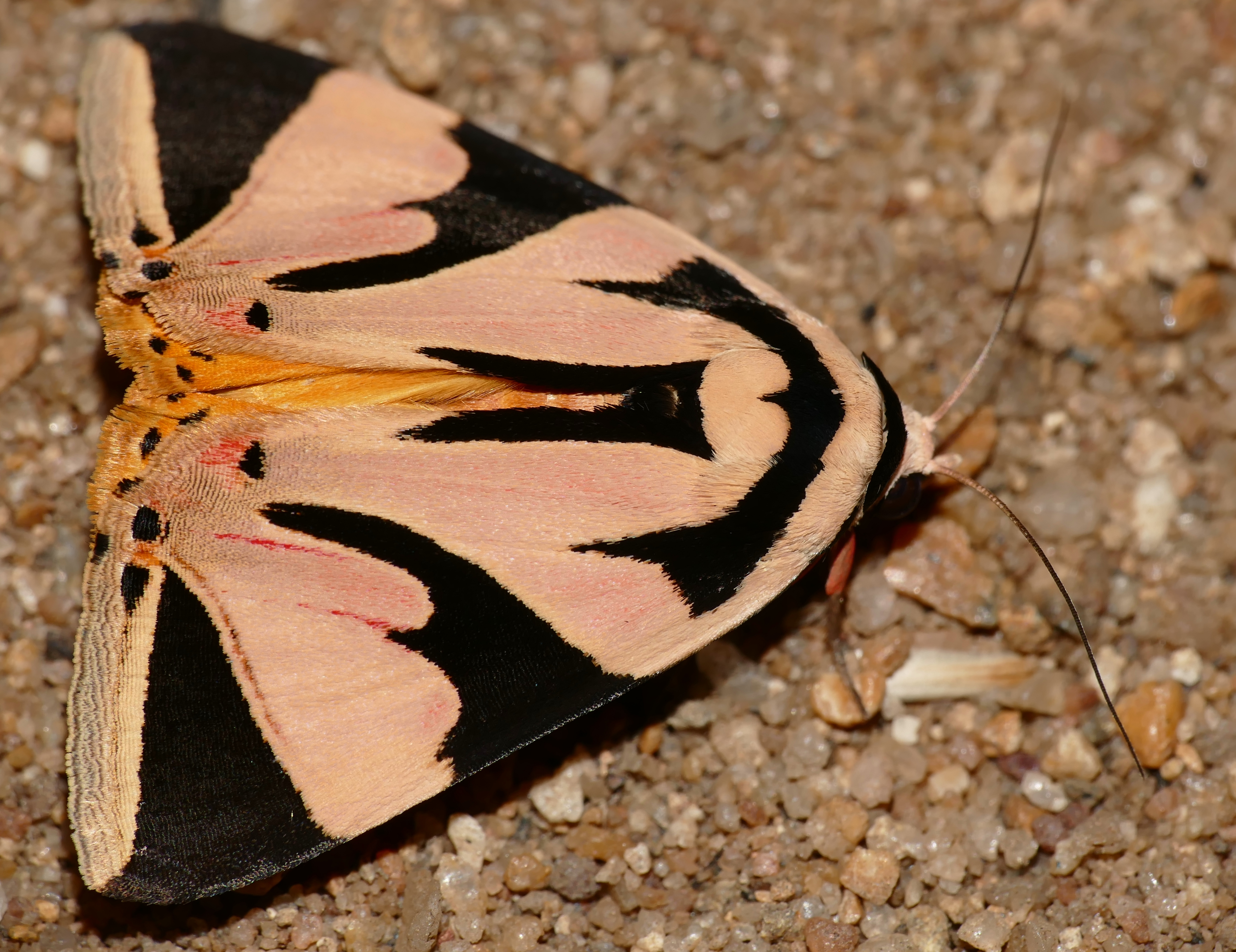
Attatha barlowi
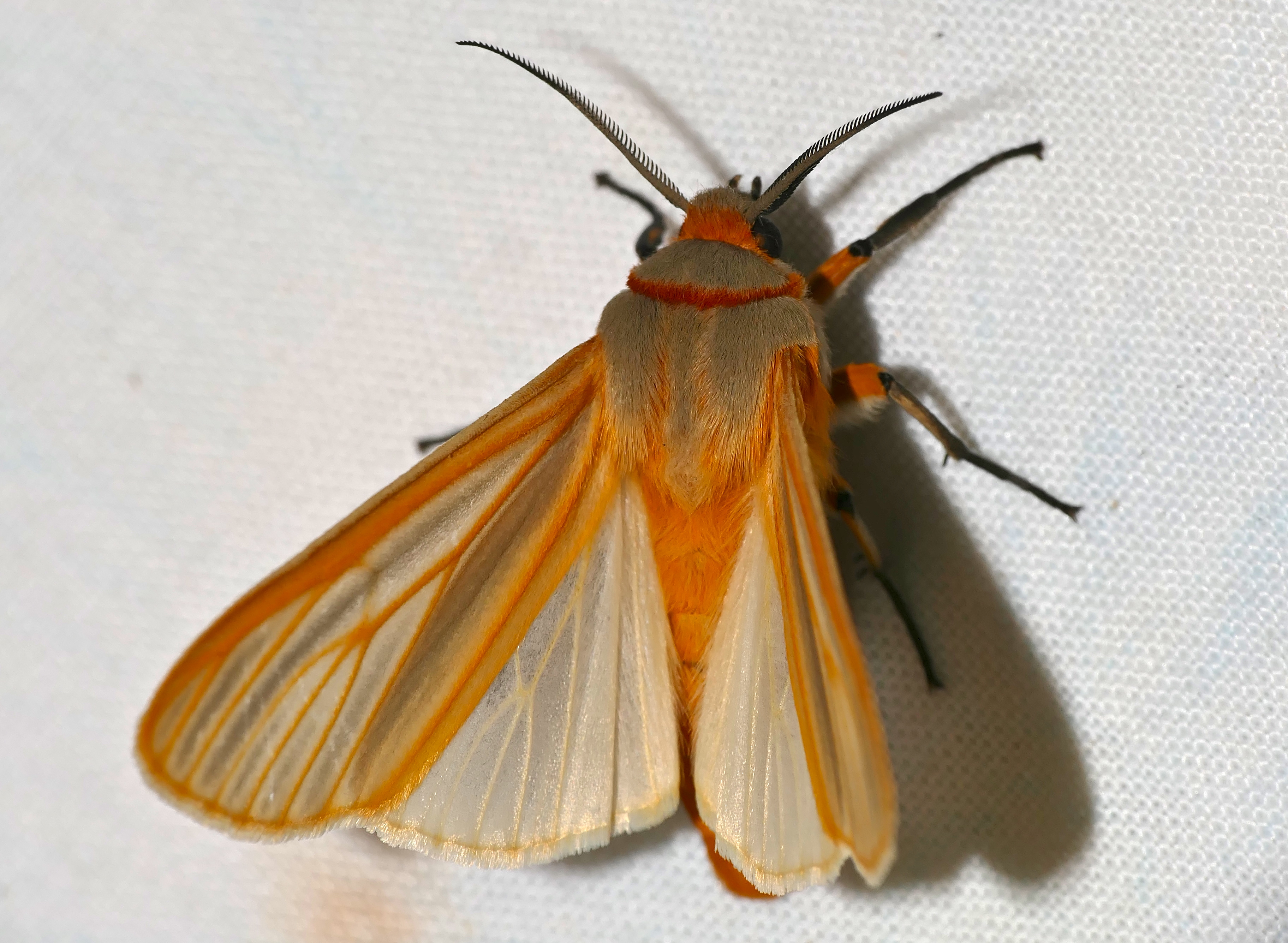
Pseudoradiarctia scita

## Transport
Park leży 70 kilometrów od międzynarodowego Portu lotniczego króla Mswatiego III w Hlane.

### Droga MR3
W latach 60. roku park na pół przecięła droga MR3 prowadząca ze stolicy Mbabane do Simunye.